# Henschel Hs 123
Henschel Hs 123 je bil nemški lahki bombnik strmoglavec / jurišnik druge svetovne vojne.

## Zgodovina
Ta dvokrilni jurišnik/strmoglavec z odprto kabino, ki je v španski državljanski vojni slovel kot eno najbolj uničujočih letal, je bil ob izbruhu druge svetovne vojne že nekoliko zastarel, a je na vzhodni fronti igral ključno vlogo pri prodoru Wehrmachta v začetnih operacijah. Njegov ključ do uspeha je bila ravno nizka hitrost, ki je pilotu omogočala, da je bombe odvrgel z neverjetno natančnostjo, včasih samo nekaj metrov od prednjih položajev lastnih vojakov. Kljub temu, da so proizvodnjo tega letala ustavili že pred invazijo na Poljsko (1939), je bilo letalo tako uspešno, da ga nemški strategi niso mogli umakniti iz enot. Kljub nizki hitrosti je bilo letalo tako okretno, da se je zlahka umikalo tako protiletalski artileriji kot tudi sovražnim lovcem. Tudi odpornost tega letala je bila neverjetna, saj je, za razliko od sodobne Štuke, lahko utrpelo velike poškodbe, preden je strmoglavilo.
Letalo so končno umaknili s frontne črte leta 1944, ko so ga zamenjali novejši tipi taktičnih bombnikov. Njegov neposredni naslednik je bil dvomotorni Henschel Hs 129.